# Guerrino Zanotti
Guerrino Zanotti (ur. 24 października 1962 w mieście San Marino) – sanmaryński polityk. Kapitan regent San Marino od 1 października 2014 do 1 kwietnia 2015 razem z Gian Franco Terenzim. Należy do Partii Socjalistów i Demokratów.